# Kita jusanjo higashi (métro de Sapporo)
Kita jusanjo higashi (北13条東駅, Kita-jūsan-jō-higashi-eki) est une station du métro de Sapporo au Japon. Elle est située dans l'arrondissement de Higashi à Sapporo.

## Situation sur le réseau
Établie en souterrain, la station est située au point kilométrique (PK) 5,4 de la ligne Tōhō entre la station Higashi kuyakusho mae, en direction du terminus nord Sakaemachi, et la station Sapporo, en direction du terminus sud Fukuzumi.

## Histoire
La station a été inaugurée le 2 décembre 1988.

## Services aux voyageurs

### Accès et accueil
La station est ouverte tous les jours.

### Desserte
- Ligne Tōhō :
  - voie 1 : direction Fukuzumi
  - voie 2 : direction Sakaemachi

Installations et desserte
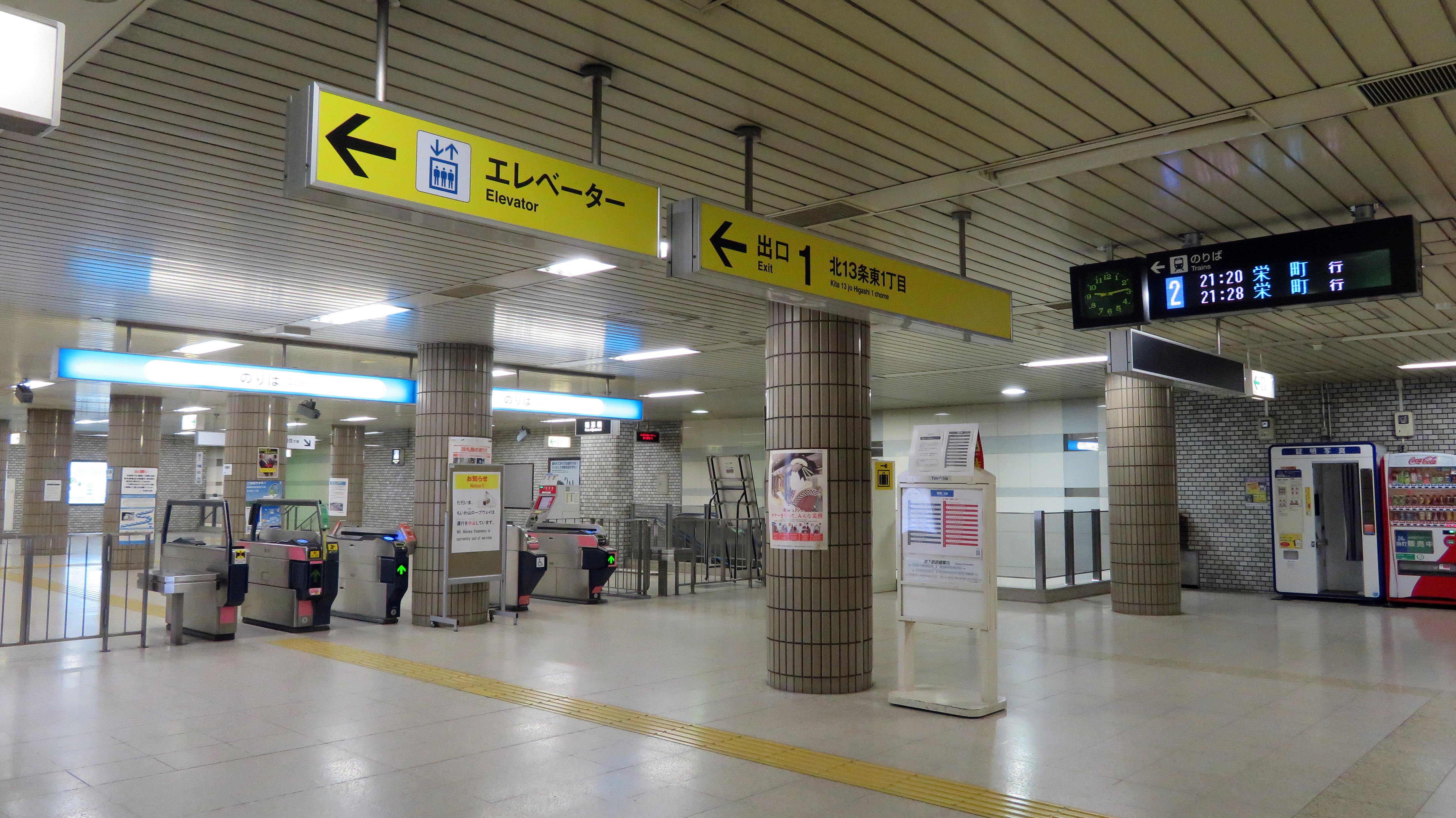
Ligne de contrôle.
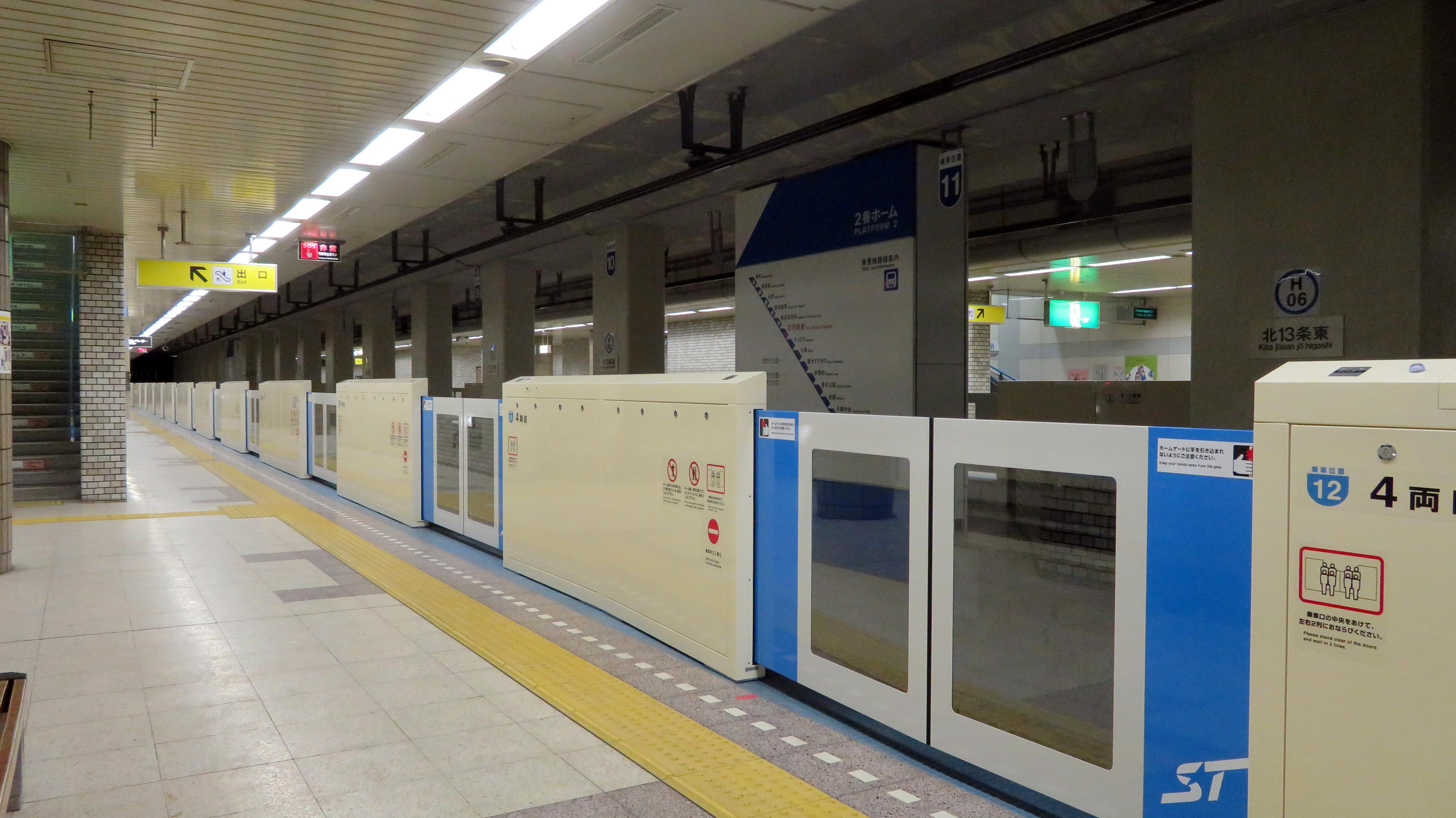
Un quai latéral.